# لاغه (شمال الراين-وستفاليا)
لاغه نوردراين وستفالن (بالألمانية: Lage, North Rhine-Westphalia) هي بلدة ألمانية تقع في ألمانيا في ليبه.  يقدر عدد سكانها بـ 35,400 نسمة .

## المدن التوأمة
مدينة Horsham هي مدينة توأمة لـلاغه نوردراين وستفالن.